# Gonçalo Paciência
Gonçalo Mendes Paciência, född 1 augusti 1994 i Porto, är en portugisisk fotbollsspelare som spelar för Celta Vigo. Han representerar även det portugisiska landslaget.

## Karriär
Den 15 september 2020 lånades Paciência ut till Schalke 04 på ett låneavtal över säsongen 2020/2021.
Den 7 augusti 2022 värvades Paciência av Celta Vigo, där han skrev på ett treårskontrakt.